# Germania (film)
Germania è un film muto italiano del 1914 diretto da Pier Antonio Gariazzo.